# Орлов, Ростислав Васильевич
Ростислав Васильевич Орлов (26 апреля 1938, Москва — 4 декабря 2021) — советский и российский спортивный журналист, телекомментатор. Заслуженный работник физической культуры Российской Федерации.

## Биография
Родился 26 апреля 1938 года в Москве. В 1960 году окончил спортивный факультет ГЦОЛИФК.
В 1959—1962 годах работал в спортивной редакции Центрального телевидения СССР, в 1962—1972 годах — в журнале «Лёгкая атлетика», в 1972—1973 годах — в газете «Советский спорт», в 1974—1983 годах — в управлении пропаганды Госкомспорта СССР, В 1984—1991 годах — в издательстве «Физкультура и спорт», с 1991 — пресс-атташе Всероссийской федерации лёгкой атлетики.
Принимал участие в освещении легкоатлетических соревнований восьми Олимпийских игр (1960—2000), восьми летних и шести зимних чемпионатов мира (1987—2004), десяти чемпионатов Европы (1966—2002) по лёгкой атлетике. Автор ряда книг, сборников, справочно-энциклопедических изданий. Заслуженный работник физической культуры РФ (1999).
Скончался 4 декабря 2021 года в 11:00 утра в одной из больниц от остановки сердца